# Joseph Mukasa Zuza

Joseph Mukasa Zuza, né le 2 octobre 1955 à Malembo et mort le 15 janvier 2015 à Mzimba, est un prélat catholique malawite.

## Biographie
Joseph Mukasa Zuza étudie la théologie au Grand Séminaire de Mchinji et reçoit l'ordination le 25 juillet 1982 pour le diocèse de Mzuzu (en).
Le 3 mars 1995, le Pape Jean-Paul II le nomme évêque de ce même diocèse. Il est alors consacré le 6 mai suivant par Mgr Giuseppe Leanza, pro-nonce apostolique au Malawi, assisté de Mgrs Felix Mkhori et Tarcisius Gervazio Ziyaye.
Président de la Conférence épiscopale du Malawi depuis 2012, il représente son pays lors du Synode des évêques sur la famille en octobre 2014.
Le 15 janvier 2015, il est victime d'un accident de voiture et meurt à l'hôpital de Mzimba, à l'âge de 59 ans.

## Prise de position
En octobre 2014, dans une interview donnée à Radio Vatican, il fait part de la préoccupation des Malawites concernant l'influence de l'Occident dans leur pays. Selon Mgr Zuza, certaines organisations au Malawi utilisent les dons pour inciter les pauvres jeunes dont elles s'occupent à adopter des modes de vie occidentaux et pour promouvoir les unions de même sexe.